# 国际测量师联合会
国际测量师联合会（法語：Fédération Internationale des Géomètres，简称FIG）是一家国际性的非政府组织，其宗旨是支持和推动测量学国际之间的合作以促进测量学在各个领域的应用和发展。

## 历史
国际测量师联合会是世界上第一个代表全球测量工作人员的国际组织。于1878年成立于法国巴黎。目前前已发展成为联合国承认的拥有超过100个会员国的非政府组织。

## 组织运作
国际测量师联合会提供了一个讨论和研究测量标准的国际平台。目前下设十个委员会，每个会员国需在各个委员会派一位代表。这十个委员会分别是：
1. 专业实践委员会
2. 职业教育委员会
3. 空间信息管理委员会
4. 海道测量委员会
5. 定位与测量委员会
6. 工程测量委员会
7. 地籍测量与土地管理委员会
8. 空间规划和发展委员会
9. 房地产估价与管理委员会
10. 建筑经济与管理委员会

各委员会共同筹备和举行每四年一届的由各成员国出席的国际测量师联合会大会。